# Kotwica

Kotwica, formata dalle lettere P e W

La Kotwica (traduzione: àncora) era un emblema della seconda guerra mondiale dello Stato sotterraneo polacco e dell'Armia Krajowa, creato nel 1942 dai membri dell'unità di sabotaggio AK  come emblema per la lotta polacca per riconquistare l'indipendenza. Fu organizzato un concorso per disegnare un emblema che rappresentasse il movimento di resistenza, e la vincitrice fu Anna Smoleńska, un membro delle Schiere Grigie, arrestata dalla Gestapo nel novembre 1942 e morta ad Auschwitz nel marzo 1943.
Il significato originale delle iniziali PW era Pomścimy Wawer ("Vendicheremo Wawer"), in riferimento al massacro di Wawer, considerato uno dei primi massacri su larga scala di civili polacchi da parte delle truppe tedesche nella Polonia occupata.
Con il protrarsi della guerra, le lettere PW assunsero il significato della frase Polska Walcząca ("La Polonia che combatte").
La Kotwica fu dipinta per la prima volta sui muri a Varsavia, come tattica di guerra psicologica contro i tedeschi occupanti, dai boy scout polacchi il 20 marzo 1942.
Il 27 giugno 1942 fu utilizzato per avviare una forma di sabotaggio; infatti per commemorare il giorno del santo patrono del presidente polacco Władysław Raczkiewicz e del comandante in capo Władysław Sikorski, i membri dell'Armia Krajowa a Varsavia posero la Kotwica su diverse centinaia di copie del giornale di propaganda tedesca , il Nowy Kurier Warszawski. 
Il 18 febbraio 1943 il comandante dell'Armia Krajowa, il generale Stefan Rowecki, emanò un ordine che specificava che tutte le azioni di sabotaggio , partigiane e terroristiche fossero firmate con la Kotwica . Il 25 febbraio, l'organo ufficiale dell'Armia Krajowa, Biuletyn Informacyjny , ha definito la Kotwica "il segno dell'esercito polacco clandestino". L'emblema ha guadagnato enorme popolarità ed è stato riconosciuto in tutta la Polonia occupata. Durante le ultime fasi della guerra, la maggior parte delle organizzazioni politiche e militari in Polonia lo adottarono come simbolo, fu dipinto sui muri delle città polacche, stampato sui francobolli postali e sulle intestazioni di giornali e libri clandestini, e divenne anche uno dei simboli dell'insurrezione di Varsavia, quando le lettere PW assunsero il significato di Powstanie Warszawskie (Rivolta di Varsavia).